# Nuncjusze apostolscy w Sudanie
Nuncjusze apostolscy w Sudanie – nuncjusze apostolscy w Sudanie są reprezentantami Stolicy Apostolskiej przy rządzie Sudanu. Nuncjatura apostolska mieści się w Chartumie przy Kafouri Belgravia. Sudan utrzymuje stosunki z Watykanem od 1969 (1956 uzyskanie niepodległości). Nuncjusze apostolscy w Sudanie bywają również akredytowani w Somalii i Erytrei.

## Nuncjusze apostolscy w Sudanie
| lp. | lata      | nuncjusz                  | kraj pochodzenia |
| --- | --------- | ------------------------- | ---------------- |
| 1   | 1969–1978 | Ubaldo Calabresi          | Włochy           |
| 2   | 1978–1984 | Giovanni Moretti          | Włochy           |
| 3   | 1985–1990 | Luis Robles Díaz          | Meksyk           |
| 4   | 1990–1997 | Erwin Josef Ender         | Niemcy           |
| 5   | 1997–2002 | Marco Dino Brogi          | Włochy           |
| 6   | 2002–2006 | Dominique Mamberti        | Francja          |
| 7   | 2007–2013 | Leo Boccardi              | Włochy           |
| 8   | 2014–2019 | Hubertus van Megen        | Holandia         |
| 9   | 2020–2024 | Luís Miguel Muñoz Cárdaba | Hiszpania        |

## Źródła zewnętrzne
- Krótka nota na Catholic-Hierarchy (ang.)